# Lincoln (film)
Lincoln este un film dramatic istoric american din 2012 produs și regizat de  Steven Spielberg, cu Daniel Day-Lewis ca președintele SUA Abraham Lincoln și Sally Field ca Mary Todd Lincoln. Filmul se bazează parțial pe biografia lui Doris Kearns Goodwin numită Team of Rivals: The Political Genius of Abraham Lincoln, acoperind ultimele patru luni din viața lui Lincoln, concentrându-se asupra eforturilor președintelui din ianuarie 1865 de a trece cel de al 13-lea amendament al Constituției prin Camera Reprezentanților, amendament privind abolirea sclaviei.
Filmările au început la 17 octombrie 2011 și s-au terminat la 19 decembrie 2011. Lincoln a avut premiera la 8 octombrie 2012 la New York Film Festival. A fost lansat în cinematografe la 9 noiembrie 2012 în anumite localități, fiind lansat la scară largă la 16 noiembrie 2012 în Statele Unite de către DreamWorks prin intermediul companiei Disney- Touchstone. În Marea Britanie a fost lansat la 25 ianuarie 2013 de către 20th Century Fox, cea care a lansat pelicula pe plan internațional.

## Legături externe
- Site web oficial
- Lincoln pe Facebook
- Lincoln la Internet Movie Database
- Lincoln la AllRovi
- Lincoln la Rotten Tomatoes
- Lincoln la Metacritic
- Lincoln la Box Office Mojo
- Lincoln Learning Hub Arhivat în 11 aprilie 2013, la Archive.is at Disney.com